# Чуйко Вікторія Василівна
Вікторія Василівна Чуйко (нар. 1 березня 1972, Київ) — українська спортивна стрільчиня. На літніх Олімпійських іграх 2004 року вона представляла свою національну Україну в стендовій стрільбі, і наразі вона власниця попереднього світового рекорду у цій дисципліні, встановлений на чемпіонаті Європи зі стрільби у Нікосії на Кіпрі, з чудовим результатом у 74 очки..
Чуйко пройшла кваліфікацію до української збірної у жіночій стендовій стрільбі на літніх Олімпійських іграх 2004 року в Афінах, забезпечивши собі олімпійську ліцензію і здобувши мінімальний бал у 71 очко, щоб здобути золоту медаль на чемпіонаті світу з рушниці ISSF 2003 року в Нікосії, Кіпр Вона накопичила загальну кількість балів 54 із 75 мішеней, щоб забезпечити п'ятнадцяте місце в попередніх змаганнях, врятувавшись з останнього місця в полі сімнадцяти стрільців на шість очок.